# سوراسا
سوراسا وأيضًا سيراس (بالإنجليزية: Surasa also Siras)‏، هي إلهة هندوسية، توصف بأنها أم الناغات (الثعابين). تظهر قصتها الأكثر شهرة في الملحمة الهندوسية رامايانا، حيث كلفت باختبار الإله هانومان وهو في طريقه إلى لانكا.